# Titularbistum Aveia
Aveia ist ein Titularbistum der römisch-katholischen Kirche. Es geht zurück auf ein früheres Bistum der antiken Stadt Aveia, heute Fossa in der italienischen Landschaft Umbrien. Im Januar 2009 wurde es als Titularsitz wiederhergestellt und im gleichen Monat erstmals vergeben.
| Titularbischöfe von Aveia |                          |                                         |                 |     |
| Nr.                       | Name                     | Amt                                     | von             | bis |
| 1                         | Raúl Antonio Chau Quispe | Weihbischof in Lima und Arequipa (Peru) | 30. Januar 2009 |     |